# Ransart
Ransart és un municipi francès situat al departament del Pas de Calais i a la regió dels Alts de França. L'any 2007 tenia 375 habitants.

## Demografia

### Població
El 2007 la població de fet de Ransart era de 375 persones. Hi havia 144 famílies de les quals 24 eren unipersonals (8 homes vivint sols i 16 dones vivint soles), 44 parelles sense fills, 64 parelles amb fills i 12 famílies monoparentals amb fills.
La població ha evolucionat segons el següent gràfic:
Habitants censats

### Habitatges
El 2007 hi havia 156 habitatges, 145 eren l'habitatge principal de la família i 11 estaven desocupats. 155 eren cases i 1 era un apartament. Dels 145 habitatges principals, 138 estaven ocupats pels seus propietaris, 4 estaven llogats i ocupats pels llogaters i 3 estaven cedits a títol gratuït; 1 tenia una cambra, 2 en tenien dues, 8 en tenien tres, 28 en tenien quatre i 106 en tenien cinc o més. 121 habitatges disposaven pel capbaix d'una plaça de pàrquing. A 58 habitatges hi havia un automòbil i a 77 n'hi havia dos o més.

### Piràmide de població
La piràmide de població per edats i sexe el 2009 era:
| Homes | Edats   | Dones |
| ----- | ------- | ----- |
| 0     | 95 o +  | 0     |
| 0     | 90 a 94 | 0     |
| 0     | 85 a 89 | 0     |
| 0     | 80 a 84 | 12    |
| 8     | 75 a 79 | 4     |
| 0     | 70 a 74 | 8     |
| 8     | 65 a 69 | 4     |
| 8     | 60 a 64 | 4     |
| 12    | 55 a 59 | 12    |
| 20    | 50 a 54 | 16    |
| 20    | 45 a 49 | 4     |
| 20    | 40 a 44 | 8     |
| 8     | 35 a 39 | 24    |
| 16    | 30 a 34 | 8     |
| 0     | 25 a 29 | 12    |
| 24    | 20 a 24 | 8     |
| 12    | 15 a 19 | 8     |
| 12    | 10 a 14 | 20    |
| 4     | 5 a 9   | 12    |
| 8     | 0 a 4   | 4     |

## Economia
El 2007 la població en edat de treballar era de 247 persones, 192 eren actives i 55 eren inactives. De les 192 persones actives 183 estaven ocupades (106 homes i 77 dones) i 9 estaven aturades (4 homes i 5 dones). De les 55 persones inactives 16 estaven jubilades, 25 estaven estudiant i 14 estaven classificades com a «altres inactius».

### Ingressos
El 2009 a Ransart hi havia 143 unitats fiscals que integraven 375 persones, la mediana anual d'ingressos fiscals per persona era de 19.101 €.

### Activitats econòmiques
Dels 9 establiments que hi havia el 2007, 2 eren d'empreses de fabricació d'altres productes industrials, 4 d'empreses de construcció, 1 d'una empresa de comerç i reparació d'automòbils i 2 d'empreses de serveis.
Dels 4 establiments de servei als particulars que hi havia el 2009, 2 eren guixaires pintors i 2 lampisteries.
L'any 2000 a Ransart hi havia 9 explotacions agrícoles que ocupaven un total de 324 hectàrees.

## Equipaments sanitaris i escolars
El 2009 hi havia una escola elemental integrada dins d'un grup escolar amb les comunes properes formant una escola dispersa.

## Poblacions més properes
El següent diagrama mostra les poblacions més properes.